# Зелёный фургон (фильм, 1983)
«Зелёный фургон» — советский двухсерийный художественный телефильм по мотивам одноимённой повести Александра Козачинского, снятый на Одесской киностудии в 1983 году по заказу Гостелерадио СССР.

## Сюжет
Действие фильма происходит в послереволюционной Одессе и её окрестностях. Сын профессора Володя Патрикеев, вчерашний гимназист, становится начальником одесского уездного отделения милиции и по приказу начальника оперативного отдела вместе с отданным под его начало милиционером Грищенко борется на селе с местными самогонщиками, конокрадами и спекулянтами. Мечтающий о карьере Шерлока Холмса бывший форвард гимназической футбольной команды пытается использовать его методы и приёмы. И впоследствии ему приходится бросить вызов самому Червню — преступному авторитету, который держит в страхе весь город.

## Съёмки
- Съёмки фильма проходили с мая по сентябрь 1983 года в Одессе и в селе Севериновка Одесской области[1][2].
- Бытует версия, что только преждевременная смерть помешала Владимиру Высоцкому стать режиссёром фильма «Зелёный фургон», который должен был запускаться в производство на Одесской киностудии осенью 1980 года. Действительно, Высоцкий, участвовавший в радиоспектакле «Зелёный фургон», собирался дебютировать как кинорежиссёр с этим фильмом. Но уже в апреле он сообщил Игорю Шевцову, вместе с которым работал над сценарием, что намерен отказаться от планов, связанных с этой картиной: «Всё равно не разрешат снять то, что мы хотели»[3].
- Режиссёр Александр Павловский несколько месяцев отказывался снимать «Зелёный фургон», считая, что как бы он ни снял фильм, его всё равно будут сравнивать с тем, как бы сделал Высоцкий, однако вынужден был согласиться, так как после выхода его картины «Трест, который лопнул» был отстранён от работы над другой кинокартиной[2].
- На постоялом дворе Виктор Прокофьевич Шестаков читает Володе отрывки из поэмы Александра Блока «Двенадцать».
- На 44-й минуте в кадр попадает немецкая противотанковая пушка калибра 75 мм времён Великой Отечественной войны.
- На 63-й минуте в кадр попадает здание с лозунгом "Слава КПСС!".
- Первоначально предполагалось, что все песни в картине будет исполнять Александр Градский или Валерий Леонтьев[2].
- Все песни и музыка для фильма были записаны в октябре 1983 года звукорежиссёром Леонидом Сорокиным в студии Полтавского радио. В этой картине впервые запел Дмитрий Харатьян[4][5].

## Места съёмок
- Первое прибытие в Одессу новоявленной группы следователей снималось в Книжном переулке возле библиотеки, библиотека выполняла роль кассы.
- Граница временных правительств проходила по ул. Гоголя возле скульптур Атлантов (в фильме 1959 года возле Нового рынка на ул. Садовой и Торговой).
- Герои слушают оперу «Евгений Онегин» в Одесском оперном театре.

## В ролях
| Актёр                                                 | Роль                                                                |
| ----------------------------------------------------- | ------------------------------------------------------------------- |
| Дмитрий Харатьян                                      | милиционер Володя Патрикеев, главный герой                          |
| Александр Демьяненко                                  | милиционер Виктор Прокофьевич Шестаков                              |
| Борислав Брондуков                                    | сельский милиционер Мыкола Грищенко                                 |
| Александр Соловьёв                                    | конокрад Александр «Красавчик», бывший футболист                    |
| Регимантас Адомайтис (озвучивает Алексей Золотницкий) | преступник «Червень» (Александр Дмитриевич Ермаков), бывший адвокат |
| Константин Григорьев                                  | «начоперот» (начальник оперативного отдела Уголовного розыска)      |
| Эдуард Марцевич                                       | профессор филологии Алексей Патрикеев, отец Володи                  |
| Виктор Ильичёв                                        | вор-«медвежатник» Федька Бык                                        |
| Екатерина Дурова                                      | налётчица «Катька-Жарь» (Екатерина Верцынская), бывшая гимназистка  |
| Рудольф Мухин                                         | налётчик                                                            |
| Лев Перфилов                                          | наводчик                                                            |
| Виктор Павловский                                     | глухой севериновец                                                  |
| Иван Матвеев                                          | крестьянин                                                          |
| Армен Джигарханян                                     | голос за кадром                                                     |

## Съёмочная группа
- Автор сценария — Игорь Шевцов
- Режиссёр-постановщик — Александр Павловский
- Оператор-постановщик — Виктор Крутин
- Композитор — Максим Дунаевский
- Текст песен — Наум Олев, исполняет Дмитрий Харатьян
- Инструментальное сопровождение — ансамбль «Фестиваль», под управлением Максима Дунаевского (дирижёр — Дмитрий Атовмян)

## Отличия от книги
Несмотря на сходство сюжета с книгой в целом, присутствуют и некоторые заметные различия:
- В книге бандит Червень — бывший прапорщик, его внешность хорошо известна милиции, политических мотивов в его деятельности не прослеживается. В фильме это таинственный бандит, внешность которого разыскникам неизвестна, что помогает ему долго скрываться под чужой личиной. В итоге Червень оказывается бывшим адвокатом и идейным врагом советской власти, цель его разбойных деяний — скопить денег на эмиграцию: «Мне стало тесно с новой властью. Три года я думал, что она сама уберётся отсюда. Но, видимо, это надолго. Так что убираться отсюда придётся мне».
- В книге отсутствует эпизод с убийством водителя начоперота и оставленной на месте преступления визитной карточкой Червня. В фильме именно этот эпизод объясняет желание Володи поймать Червня, в книге лишь говорится, что Володя мечтал поймать Червня с того момента, как приехал в Севериновку (а откуда узнал о нём — не уточняется).
- В книге при аресте банды Красавчик хочет застрелить Володю из обронённого Грищенко «манлихера», но в последний момент передумывает, отбрасывает винтовку и сдаётся. В фильме Красавчик спасает жизнь Володе иным образом, раскрывая ему личность Червня при захвате банды: «Александр Дмитриевич, а вы что здесь делаете?» — «Это Червень!»
- При аресте банды Червня Володя использует гранаты, которые он когда-то выменял и долго хранил. В книге они оказываются действующими и взрываются, в фильме они оказываются муляжами («пшёнка»), в итоге Володя убивает Червня точным броском гранаты в лоб.
- В фильме Шестаков погибает при аресте банды. В книге он только тяжело ранен, но, по утверждению врачей, его жизнь вне опасности, дальнейшая его судьба в книге неизвестна.
- В финале книги Красавчика арестовывают и увозят в грузовике с остальными бандитами. В фильме Красавчик, воспользовавшись доверчивостью Володи («Хочешь, я уйду и вернусь?») повторно сбегает, однако спустя какое-то время едущий по степи Володя встречает его снова («Я же говорил, что вернусь!»), и Красавчик благодарит Володю за то, что тот вовремя его поймал. Затем Володя с Красавчиком дружески начинают гонять мяч по степи под песню «Ты где, июль?» (финальная сцена фильма).
- В фильме отсутствует пролог/эпилог с отдыхающими в санатории повзрослевшими Володей и Красавчиком, поэтому из фильма мы ничего не можем узнать о дальнейшей судьбе персонажей. Из книги мы узнаём, что после отбытия наказания Красавчик исправился, получил высшее образование и стал доктором Бойченко — неразлучным другом Володи, с которым они живут в разных городах, но всегда вместе проводят отпуск.

## Реставрация фильма
В 2018 году Гостелерадиофонд к 100-летию уголовного розыска провел цифровую реставрацию фильма. Премьера реставрированной версии состоялась 5 октября в рамках онлайн-трансляции в социальных сетях Гостелерадиофонда.

## Продолжение
В 2019 году было снято продолжение фильма — телесериал «Зелёный фургон. Совсем другая история».